# Rory Byrne
Rory Byrne (* 10. ledna 1944) je jihoafrický inženýr a tvůrce automobilů, v současné době konzultant designu a vývoje týmu Scuderia Ferrari.
Byrne přišel do Ferrari v roce 1997 a od té doby zkonstruoval vozy, které vyhrály přes sedmdesát Velkých cen, šest titulů Poháru konstruktérů a pět titulů mistra světa jednotlivců. Tento výjimečný rekord úspěchu dělá z Byrneho nejúspěšnějšího konstruktéra ve Formuli 1 za poslední desetiletí, téměř převyšuje svého konkurenta Adriana Neweyho.

## Počátek kariéry
Byrne se narodil v Pretorii.
Na univerzitě Witwatersrand v Johannesburgu v Jihoafrické republice se začal zajímat o motoristické závody, nejdříve jako závodník a později ho zajímala technická stránka tohoto sportu. Po ukončení studií v roce 1965 začal Byrne pracovat jako chemik, ale ponechal si zájem o závodění. Koncem 60. let spolu s přáteli Davem Collierem, Ronnym a Dougiem Bennettovými založil společnost Auto Drag and Speed Den dovážející výkonné autodíly. Společnost sídlila v Jules Street v Malvernu v Johannesburgu a později na Voortrekket Road v Albertonu. V tomto období začal poprvé konstruovat závodní vozy s využitím svých matematických znalostí i přesto, že mu scházela formální inženýrská zkušenost. Jeho první vůz závodící ve Formuli Ford byl konkurenceschopný a v sezóně 1972 se umístil na dobrých pozicích.
Po tomto úspěchu se Byrne v roce 1972 přestěhoval do Anglie, kde chtěl usilovat o kariéru designéra závodních vozů. Koupil starý vůz Royale z Formule Ford a začal skládat dohromady své schopnosti, aby zlepšil jeho design. V roce 1973 přišel šťastný zlom, když se zakladatel Royale Bob King rozhodl tým prodat. Nový majitel sháněl inženýra, který by Kinga nahradil (King byl rovněž designérem automobilů) a nabídl místo Rory Byrneovi. Ten příští čtyři roky strávil konstrukcí různých vozů pro tým Royale a jeho zákazníky.
V roce 1977 se seznámil s Tedem Tolemanem a to třiatřicetiletému Byrnemu, který byl tou dobou již známou postavou v britském motorismu, poskytlo další příležitost. Toleman byl majitelem týmu z Formule 2 a najal Jihoafričana jako designéra. Několik sezón zlepšujících se výsledků vyvrcholilo v roce 1980 prvním a druhým místem v britském mistrovství Formule 2. Tým s Rory Byrnem jako šéfkonstruktérem byl připraven udělat skok do Formule 1.

## Formule 1
První vůz, který zkonstruoval Byrne pro Velkou cenu, byl TG181 poháněný motorem Hart. Protože Tolemanovi chyběli finance k účasti na prvních třech závodech, vstoupil jeho tým do Formule 1 Velkou cenou San Marina. Uběhly dvě sezóny než začal nováčkovský tým sbírat body, ale na konci sezóny 1983 získali Derek Warwick a Bruno Giacomelli úctyhodných 10 bodů - to bylo pro tým dost k tomu, aby skončil desátý v týmu konstruktérů a také dost pro to, aby si Byrne získal respekt v boxech. Před sezónou 1984 podepsal Toleman smlouvu s Ayrtonem Sennou - to byl přestup, který z Byrnea, Senny a týmu málem udělal první vítěze ve Velké ceně Monaka.
Trvalý postup týmu směrem k čelu startovního pole znamenal v roce 1985 vzestup a tým Benetton oznámil plán koupit Tolemana. S více penězi, více zdroji a nejvýkonnějším motorem, který byl k dispozici ( turbo BMW , řadový čtyřválec) trvalo pouze do října 1986, aby Gerhard Berger získal ve Velké ceně Mexika první vítězství pro sebe, pro tým a pro vůz zkonstruovaný Byrnem.
V následujících pěti sezónách zkonstruoval Rory Byrne vozy, které vyhrály více závodů, ale tým Benetton nebyl nikdy v pozici, aby mohl skutečně bojovat s týmy Ferrari, Williams a McLaren. Nejvíce vítězství se podařilo ve dnech, kdy konkurence klopýtla.
Po krátké zkušenosti s nezdařilým projektem Reynardu ve Formuli 1 v roce 1991 se na podzim vrátil Byrne do Benettonu. Nalezl tým, který byl změněný a pevně pod kontrolou Flavia Briatoreho a s hvězdou Michaelem Schumacherem jako prvním jezdcem týmu. Byrneův vůz B193 byl značným technickým pokrokem proti vozům z předešlých sezón. Vůz měl poloautomatickou převodovku, aktivní závěs a kontrolu trakce. Vůz v rukách Schumacheru dosáhl jediného vítězství, ale vše bylo připraveno pro to, aby mohli bojovat o titul v roce 1994.
Ihned v prvním závodě sezóny 1994 bylo zřejmé, že Byrneova konstrukce B194 bude vozem, kterého budou ostatní nahánět. Kritikové namítali, že dominance týmu byla spíše výsledkem nezvyklého poklesu Adriana Neweyho, hvězdného konstruktéra Williamsu a obvinění z podvodů, která týmu po celou sezónu šlapala na paty. Výkony Williamsu z konce sezóny ukradli Byrneovi jeho první titul v Poháru konstruktérů, ale heslem "Evoluce, ne revoluce" vše nasvědčovalo dalším úspěchům v roce 1995.
I přes obvinění z podvodů u týmu Benetton si tým zajistil oba tituly ještě před koncem sezóny a Byrne konečně dosáhl toho, co chtěl. Jeho tým vyhrál Pohár konstruktérů. Na konci sezóny opustil Schumacher Benetton a odešel do Ferrari. Byl pro tým vysoce vlivný, a proto se tým začal rozpadat. Asi proto, že cítil, že jsou jeho největší úspěchy za ním, oznámil Byrne, že v roce 1996 odejde do důchodu.

## Ferrari
S koncem sezóny 1996 dostal Michael Schumacher ve Ferrari volnou ruku k tomu, aby sestavil tým inženýrů schopných vrátit tým po letech podprůměrných výkonů opět na špičku. Technický ředitel Benettonu Ross Brawn byl najat a Ferrari se obrátilo na Rory Byrneho, aby nahradil šéfkonstruktéra Johna Barnarda, který se odmítl přestěhovat do Itálie. Po dlouhých jednáních byl Byrne nalákán od odchodu do důchodu a vrátil se z Thajska zpět do Evropy, kde začal budovat v sídle Ferrari v Maranellu konstruktérskou kancelář.
V roce 2000 bylo Ferrari konečně připraveno bojovat o titul a v dalších sezónách pokračovalo v pohybu vpřed. V lednu 2005 vozy Ferrari, zkonstruované Byrnem, si zajistily 71 vítězství v závodech, šest po sobě jdoucích vítězství v Poháru konstruktérů a pět po sobě jdoucích titulů mistra světa pro Michaela Schumachera. Vše s takovou mírou suverenity, která předtím nikdy ve sportu nebyla k vidění.
V roce 2004 oznámil Rory Byrne, že odejde z Formule 1 a konci sezóny 2006 a předá roli šéfkonstruktéra Aldo Costovi, který mu byl od roku 1998 asistentem. 19. září 2006 bylo však oznámeno, že Rory prodlouží svůj pobyt v týmu jako konzultant na další dva roky až do počátku roku 2009.